# Kategoria Superiore 2017-2018
La Kategoria Superiore 2017-2018 è stata la 79ª edizione della massima serie del campionato albanese di calcio. La stagione è iniziata il 9 settembre 2017 e si è conclusa il 23 maggio 2018. Lo Skënderbeu ha vinto il titolo per l'ottava volta nella sua storia.

## Stagione

### Novità
Kamza e Lushnja sono state promosse dalla Kategoria e Parë, al posto delle retrocesse Tirana e Korabi.

### Formato
La squadra campione è ammessa al secondo turno di qualificazione della UEFA Champions League 2018-2019.

La seconda e la terza classificata sono ammesse al primo turno di qualificazione della UEFA Europa League 2018-2019.

Le ultime due classificate sono retrocesse direttamente in Kategoria e Parë.

## Squadre partecipanti
| Club              | Città       | Stadio                   | Posizione 2016-2017             |
| ----------------- | ----------- | ------------------------ | ------------------------------- |
| Flamurtari Valona | Valona      | Stadio Flamurtari        | 8º posto in Kategoria Superiore |
| Kamza             | Kamëz       | Stadio Kamza             | 1º posto in Kategoria e Parë    |
| Kukësi            | Kukës       | Stadio Zeqir Ymeri       | Campione d'Albania              |
| Laçi              | Laç         | Stadio Laçi              | 6º posto in Kategoria Superiore |
| Luftëtari         | Gjirokastër | Stadio Gjirokastra       | 4º posto in Kategoria Superiore |
| Lushnja           | Lushnjë     | Stadio Roza Haxhiu       | 2º posto in Kategoria e Parë    |
| Partizani Tirana  | Tirana      | Stadiumi Selman Stërmasi | 2º posto in Kategoria Superiore |
| Skënderbeu        | Coriza      | Stadio Skënderbeu        | 3º posto in Kategoria Superiore |
| Teuta             | Durazzo     | Stadio Niko Dovana       | 5º posto in Kategoria Superiore |
| Vllaznia          | Scutari     | Stadio Loro-Boriçi       | 7º posto in Kategoria Superiore |

## Allenatori
| Club              | Allenatore        |
| ----------------- | ----------------- |
| Flamurtari Valona | Shpëtim Duro      |
| Kamza             | Ramadan Ndreu     |
| Kukësi            | Ernest Gjoka      |
| Laçi              | Stavri Nica       |
| Luftëtari         | Mladen Milinković |
| Lushnja           | Artan Bano        |
| Partizani Tirana  | Mark Iuliano      |
| Skënderbeu        | Ilir Daja         |
| Teuta             | Gugash Magani     |
| Vllaznia          | Armando Çungu     |

## Classifica
|                    | Pos. | Squadra           | Pt | G  | V  | N  | P  | GF | GS | DR  |
| ------------------ | ---- | ----------------- | -- | -- | -- | -- | -- | -- | -- | --- |
| Albania (bandiera) | 1.   | Skënderbeu        | 72 | 36 | 22 | 6  | 8  | 68 | 41 | +27 |
|                    | 2.   | Kukësi            | 63 | 36 | 18 | 9  | 9  | 61 | 41 | +20 |
|                    | 3.   | Luftëtari         | 59 | 36 | 16 | 11 | 9  | 47 | 37 | +10 |
|                    | 4.   | Laçi              | 56 | 36 | 16 | 8  | 12 | 45 | 39 | +6  |
|                    | 5.   | Partizani Tirana  | 53 | 36 | 15 | 8  | 13 | 41 | 36 | +5  |
|                    | 6.   | Flamurtari Valona | 46 | 36 | 11 | 13 | 12 | 37 | 37 | 0   |
|                    | 7.   | Kamza             | 46 | 36 | 12 | 10 | 14 | 37 | 41 | -4  |
|                    | 8.   | Teuta             | 46 | 36 | 12 | 10 | 14 | 55 | 58 | -3  |
|                    | 9.   | Vllaznia          | 44 | 36 | 12 | 8  | 16 | 38 | 42 | -4  |
|                    | 10.  | Lushnja           | 11 | 36 | 2  | 5  | 29 | 29 | 86 | -57 |

Legenda:
      Campione di Albania
      Ammessa alla UEFA Champions League 2018-2019
      Ammesse alla UEFA Europa League 2018-2019
      Retrocesse in Kategoria e Parë 2018-2019
Note:
Tre punti a vittoria, uno a pareggio, zero a sconfitta.

## Risultati

### Prima fase (1ª-18ª giornata)
|                   | Flv | Kam | Kuk | Laç | Luf | Lus | PTi | Skë | Teu | Vll |
| Flamurtari Valona |     | 1-0 | 1-1 | 0-1 | 0-0 | 3-1 | 1-0 | 1-1 | 0-0 | 2-0 |
| Kamza             | 0-3 |     | 2-2 | 3-1 | 0-1 | 2-1 | 1-0 | 1-1 | 1-1 | 1-0 |
| Kukësi            | 1-1 | 1-0 |     | 3-0 | 1-2 | 1-3 | 1-2 | 1-2 | 4-2 | 2-2 |
| Laçi              | 1-1 | 0-1 | 0-1 |     | 0-1 | 3-1 | 1-0 | 1-0 | 0-0 | 2-0 |
| Luftëtari         | 1-1 | 1-2 | 0-3 | 1-1 |     | 2-0 | 5-0 | 2-0 | 2-3 | 0-0 |
| Lushnja           | 0-1 | 0-0 | 0-2 | 0-3 | 0-0 |     | 0-3 | 1-3 | 2-1 | 0-2 |
| Partizani Tirana  | 0-1 | 2-1 | 0-0 | 0-2 | 2-0 | 0-0 |     | 0-0 | 2-1 | 3-1 |
| Skënderbeu        | 2-0 | 1-1 | 2-1 | 2-1 | 2-0 | 4-1 | 2-0 |     | 3-1 | 4-1 |
| Teuta             | 1-2 | 0-1 | 1-2 | 1-1 | 2-1 | 2-2 | 1-2 | 1-4 |     | 1-0 |
| Vllaznia          | 1-1 | 3-2 | 1-3 | 1-2 | 2-1 | 2-1 | 0-1 | 0-2 | 0-1 |     |

### Seconda fase (19ª-36ª giornata)
|                   | Flv | Kam | Kuk | Laç | Luf | Lus | PTi | Skë | Teu | Vll |
| Flamurtari Valona |     | 2-2 | 1-2 | 0-0 | 0-1 | 2-0 | 1-2 | 0-3 | 3-1 | 1-1 |
| Kamza             | 1-0 |     | 0-1 | 1-2 | 0-0 | 2-1 | 0-1 | 1-2 | 1-2 | 0-0 |
| Kukësi            | 2-2 | 0-1 |     | 1-0 | 2-2 | 2-1 | 4-0 | 2-2 | 3-2 | 2-0 |
| Laçi              | 4-2 | 2-0 | 0-0 |     | 2-2 | 3-1 | 0-3 | 3-2 | 4-2 | 1-0 |
| Luftëtari         | 2-1 | 1-0 | 2-1 | 2-1 |     | 2-0 | 2-2 | 3-1 | 0-0 | 0-0 |
| Lushnja           | 0-2 | 2-3 | 1-2 | 1-3 | 1-2 |     | 1-1 | 2-4 | 2-3 | 0-2 |
| Partizani Tirana  | 1-0 | 0-1 | 1-3 | 0-0 | 3-0 | 6-0 |     | 0-1 | 1-3 | 2-0 |
| Skënderbeu        | 1-0 | 3-2 | 0-1 | 4-0 | 2-1 | 3-1 | 1-0 |     | 1-3 | 1-5 |
| Teuta             | 0-0 | 3-3 | 3-2 | 1-0 | 2-3 | 6-2 | 1-1 | 1-1 |     | 2-0 |
| Vllaznia          | 3-0 | 0-0 | 2-1 | 1-0 | 0-2 | 4-0 | 0-0 | 2-1 | 2-0 |     |

## Statistiche

### Classifica marcatori
| Gol |  |  | Giocatore      | Squadra          |
| --- |  |  | -------------- | ---------------- |
| 21  |  |  | Ali Sowe       | Skënderbeu       |
| 20  |  |  | Sindrit Guri   | Kukësi           |
| 18  |  |  | Reginaldo      | Laçi             |
| 13  |  |  | Kristal Abazaj | Luftëtari        |
| 13  |  |  | Sebino Plaku   | Kamza            |
| 12  |  |  | Elis Bakaj     | Kukësi           |
| 10  |  |  | Fatjon Sefa    | Lushnja          |
| 10  |  |  | Segun Adeniyi  | Skënderbeu       |
| 10  |  |  | Myrto Uzuni    | Laçi             |
| 10  |  |  | Xheyahir Sukaj | Partizani Tirana |